# شویوم هانگرین ایرویز
شویوم هانگرین ایرویز (به انگلیسی: Sólyom Hungarian Airways) یک شرکت هواپیمایی تأسیس ۲۰۱۳ بود که هیچگاه شروع به کار نکرد. دفتر مرکزی شویوم هانگرین ایرویز قرار بود در بوداپست، مجارستان و قطب شرکت هواپیمایی آن در فرودگاه بین‌المللی بوداپست فرنتس لیست باشد.